# Cheile Madei
Cheile Madei este o arie protejată de interes național situată în partea sud-estică a Munților Metaliferi, în județul Hunedoara, pe teritoriul comunei Balșa, ce corespunde categoriei a IV-a IUCN (rezervație naturală, tip mixt).
Rezervația cu o suprafață de 10 ha, este străbătută de apele văii Balșei și are o valoare peisagistică, floristică (elemente termofile endemice) și speologică (calcare jurasice) deosebită.